# Lecanora campestris
Lecanora campestris är en lavart som först beskrevs av Schaer., och fick sitt nu gällande namn av Hue. Lecanora campestris ingår i släktet Lecanora och familjen Lecanoraceae.  Arten är reproducerande i Sverige. Inga underarter finns listade i Catalogue of Life.